# Sudimlja
Sudimlja (em cirílico: Судимља) é uma vila da Sérvia localizada no município de Brus, pertencente ao distrito de Rasina. A sua população era de 26 habitantes segundo o censo de 2011.

## Demografia
| 1948 | 1953 | 1961 | 1971 | 1981 | 1991 | 2002 | 2011 |
| ---- | ---- | ---- | ---- | ---- | ---- | ---- | ---- |
| 261  | 289  | 284  | 263  | 169  | 91   | 50   | 26   |